# ホバート・シナゴーグ
ホバート・シナゴーグ（英語：Hobart Synagogue）は、オーストラリアのタスマニア州ホバートのアーガイル通り59番地にあるシナゴーグである。同州の遺産に登録されており、シナゴーグとしてはオーストラリアで最も古く、エジプト復活様式（Egyptian Revival）による珍しいシナゴーグ建築の一例である。1845年に建設され、台形の窓や蓮の花冠を持つ柱に、エジプト復活様式の特徴を残している。現在では、正統派と改革派の両宗派の定期的な礼拝が行われている。
シナゴーグの建つ土地は、もとは受刑者であったというユダ・ソロモン（Judah Solomon）の庭の一部だった。収容人数は150人で、シナゴーグの裏側には、当時武装した状態で行進をしていたユダヤ人の罪人・受刑者のための硬いベンチが設置されている。同シナゴーグは、タスマニア州の遺産登録制度（Tasmanian Heritage Register）によりに登録されている。

## 歴史
シナゴーグの建設が提起されたのは、1830年代にホバートでのユダヤ人社会が形成され始めた頃であり、ホバート・ヘブリュー・コングレゲーション・シナゴーグ（Hobart Hebrew Congregation Synagogue、ホバートのヘブライ人によるユダヤ教徒信徒団のシナゴーグの意）の名前で、1845年7月4日に献堂された。建物は、ホバートの建築家で1829年に恩赦を受けたスコットランド出身の元囚人ジェームズ・トムソン（James Thomson）によって設計された。
19世紀初頭、エジプト復活様式のシナゴーグや教会がいくつか建てられたが、現存するものとして知られるものは、極僅かで、ナッシュビルのダウンタウン長老派教会（Downtown Presbyterian Church, Nashville）、ニューヨークの第一長老派教会（First Presbyterian Church）、イギリス・カンタベリーの古シナゴーグ（Old Synagogue at Canterbury）、ローンセストン・シナゴーグ（Launceston Synagogue）などのみである。

## 現在の機能
シナゴーグはホバートのユダヤ文化の中心地となっており、同市の共同体が有する唯一の建造物である。現在、正統派と進歩派の礼拝を行っており、全ユダヤ人はこの共同体に歓迎される。
1970年代初頭に国勢調査でホバートのユダヤ人が100人を下回って最少となったが、その後2001年には180人となり、回復している。2016年の国勢調査（Census in Australia#2016）では、タスマニアのユダヤ人は248人と記録されている。

## ギャラリー

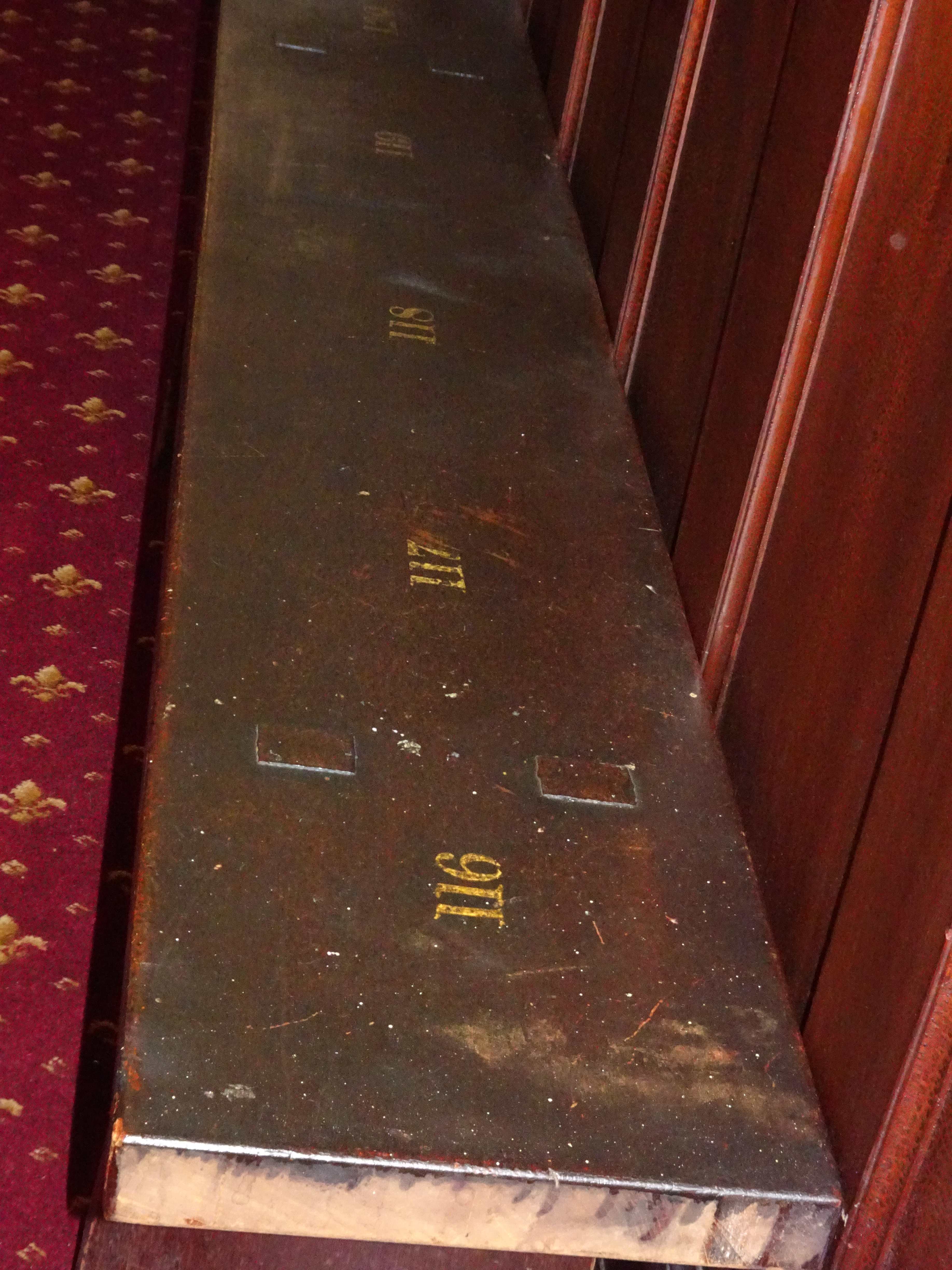
囚人のベンチ
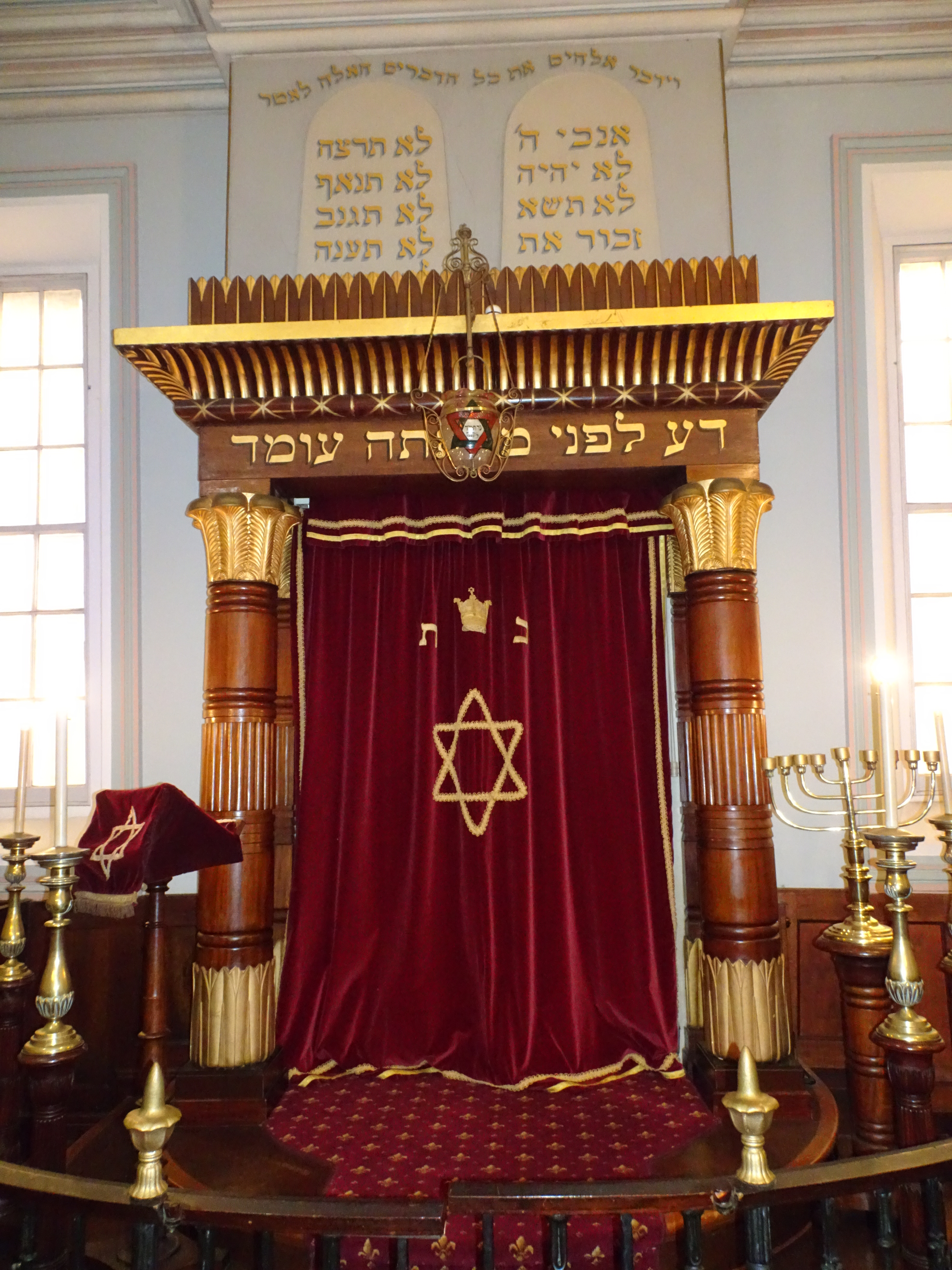
アーク
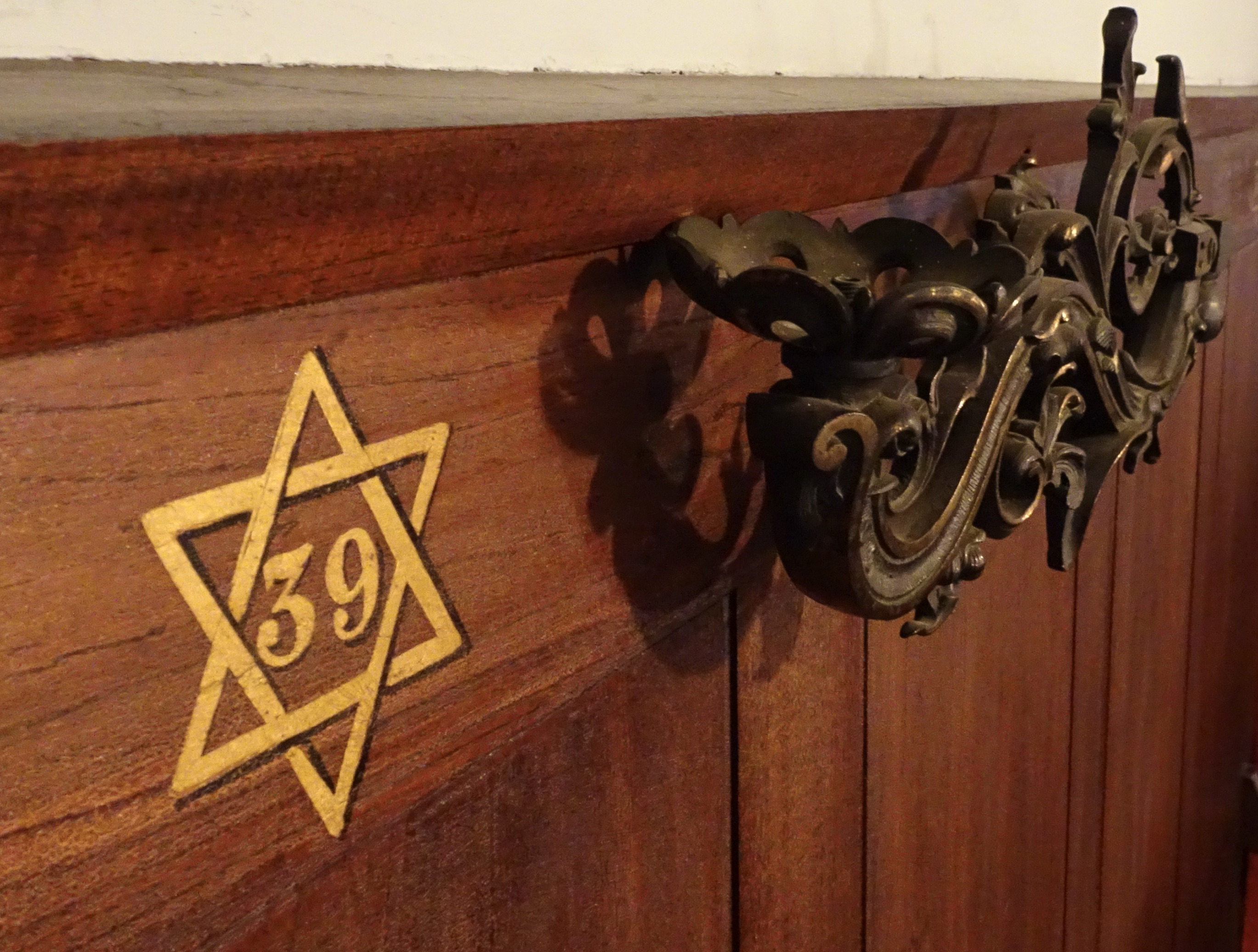
座席に記された番号
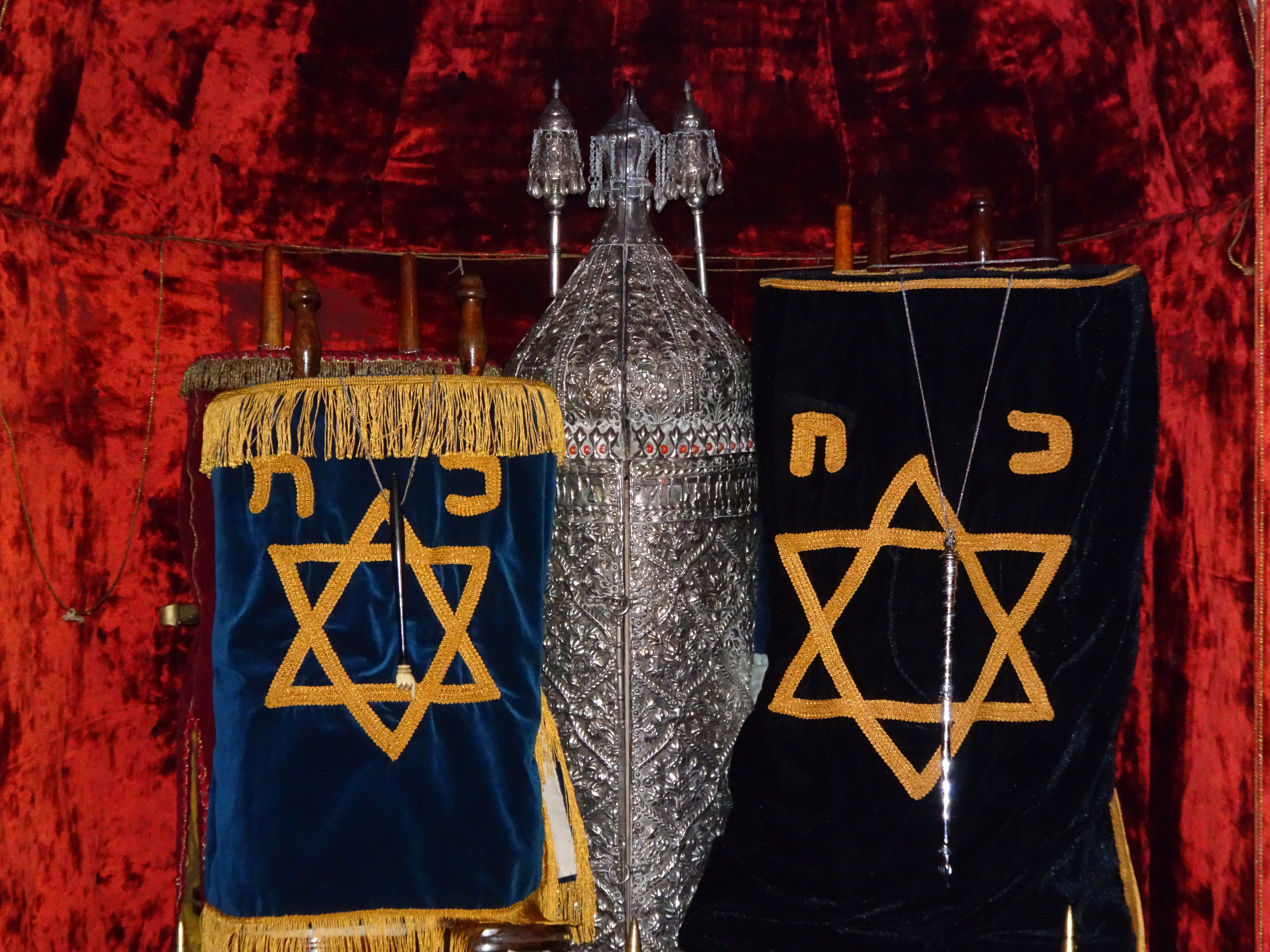
トーラー